# George Smith (Rugbyspieler)
George Smith AM (* 14. Juli 1980 in Manly) ist ein australischer Rugby-Union-Spieler, der auf der Position des Flügelstürmers spielt. Er ist für die Sanyo Wild Knights und die australische Nationalmannschaft aktiv. Mit 110 Länderspielen ist er der Stürmer mit den meisten Einsätzen für die „Wallabies“.

## Karriere
Smiths Vorfahren kommen aus Tonga, sein Bruder Tyrone entschied sich für die Nationalmannschaft Tongas in der Variante Rugby League zu spielen. George Smith spielte aber bereits in seiner Jugendzeit für Schul- und Regionalauswahlen in Australien. Im Jahr 2000 verpflichteten ihn die Brumbies. Er gab bereits im zweiten Spiel seiner ersten Saison sein Debüt gegen die Sharks aus Südafrika. Mit seinem zweiten Einsatz einige Wochen später begann eine 66 Spiele andauernde Ära, in der er immer auf dem Platz stand. Neben diesem Erfolg wurden ihm verschiedenste Preise für seine Leistungen verliehen, unter anderem die John Eales Medaille und der Titel „Spieler des Jahres“ 2006/07. Zudem wurde er 2005 für das australische „Team of the Decade“ (Mannschaft des Jahrzehnts) nominiert.
2007 übernahm Smith das Kapitänsamt bei den Brumbies, als der nominelle Mannschaftsführer Stirling Mortlock verletzt ausfiel. Im selben Jahr wurde er auch zum Kapitän der Nationalmannschaft bei der Weltmeisterschaft im Spiel gegen Kanada, in dem er auch einen Versuch legte. 2008 erhielt er als erster Spieler die John Eales Medaille zum zweiten Mal.
Auf die Saison 2010/11 hin wechselte Smith nach Frankreich zum RC Toulon. Nur ein Jahr später ging er nach Japan, wo er bei den Sanyo Wild Knights unter Vertrag steht.